# Sclareol
Sclareol is een bicyclisch diterpeen, dat voorkomt in de plant scharlei (Salvia sclarea). Het wordt uit deze planten gewonnen door extractie met koolwaterstoffen. Het is een amberkleurige vaste stof, met een zoete, balsemachtige geur, die vrijwel onoplosbaar is in water.

## Toepassingen
Sclareol wordt gebruikt als aromastof in cosmetische producten en parfums en als smaakstof in voedingswaren. Uit sclareol kunnen ook andere soortgelijke stoffen bereid worden, zoals sclareolide.
Sclareol blijkt ook in staat te zijn om menselijke leukemische cellen te doden (door apoptose).